# Ніколо да Понте
Ніколо́ да По́нте (15 січня 1491, Венеція — 30 липня 1585, Венеція) — 87-й венеційський дож.

## Життєпис
Належав до родини з «нового патриціату». Да Понте народився в парафії церкви Святої Аґнеси, старший син в родині Антоніо да Понте і Регіни Спандоліно, доньки Деметрія із Константинополя. Антоніо да Понте після османського завоювання Негропонта, де він мав великі маєтки, зазнав фінансових труднощів. Проте Антоніо не втратив інтерес до східних справ і навіть одружився із грекинею.
Попри труднощі Ніколо здобув відмінну освіту. Навчався у Джовані Батіста Чіпеллі (Іґнаціо). Вивчав філософію в Падуанському університеті, який щоправда не закінчив, вочевидь, через початок війни Камбрейської ліги. Однак, зрештою, здобув докторський ступень медицини у Венеції (1514).
Як і всі молоді венеційські аристократи, да Понте, який мав фізичні й інтелектуальні здібності, успішно розпочав cursus honorum («шлях честі»). У віці 20 років увійшов до Великої ради. Так, його обрали до Ради старійшин. Однак він несподівано перервав свою кар'єру. Натомість у 1512-1530 роках успішно займався торгівлею. На цьому терені досяг неабияких успіхів, зокрема збив собі статки у розмірі 150 тисяч дукатів і збудував палац у Сан-Мауріціо, що на Сан-Марко.
1520 року Ніколо одружився з Арканджелою Каналь зі старого патриціату. Від шлюбу мав двох дітей: Антоніо і Паоліну. Антоніо помер раніше за батька у 1558 році. Після смерті Ніколо да Понте його спадок перейшов до племінника, якого також звали Ніколо. Останній не залишив нащадків і обірвав династію да Понте.
10 серпня 1521 року він змінив Себастьяно Фоскаріні на посаді викладача філософії в школі Ріальто. З 20 липня 1532 року по 19 травня 1535 року перебував на посаді байло Корфу. Його найнагальнішим завданням було забезпечення харчами, оскільки вже спалахнули заворушення. Да Понте намагався зберегати мирні стосунки з Османською імперією, але водночас зміцнював форти та збудував зерносховище.
1 вересня 1535 року увійшов до Сенату, надалі кілька разів входив до дзонти останнього. 25 січня 1540 року його було обрано до Авагадорії. На цій посаді він успішно захистив Алессандро Контаріні, який відповідав за постачання флоту в 1537 році.
У лютому 1541 року він став губернатором Фріулі, де, використовуючи свої дипломатичні здібності, йому вдалося переконати Австрію прийняти передачу фортеці Марано Венеції. Він завершив фонтан в Удіне, який досі прикрашає площу. 12 квітня 1542 року його обрали послом до імператора Карла V. В останнього він отримав дозвіл експортувати селітру для венеційського флоту. Він вирушив до Генуї у свиті імператора Карла V. Однак в Німеччині він захворів і був змушений повернутися до Венеції, куди прибув 18 вересня 1543 року. 
З 30 жовтня 1544 року він засідав у Коледжі делле Фортецце, займаючись питаннями фортифікацій. 1546 року призначається цензором і знову увійшов до дзонти Сенату, а 1 жовтня — дзонти Ради десяти. У 1547–1548 роках був послом до Папської держави. Перебування у Римі налаштували да Понте критично до церкви, хоча його папа римський посвятив у лицарі.
1550 року разом з Франческо Контаріні, Філіппо Троном та Маркантоніо Веньєром призначається послом до новообраного папи римського Юлія III. У 1551—1553 роках був офіційним послом до останнього. 12 грудня 1557 року його обрали подестою Падуї. Він перебував там з березня 1558 року по липень 1559 року. Тут працював над реконструкцією Палаццо Преторіо, яке було знищене пожежею. Понад усе він прагнув боротися з наслідками високих цін та голоду. Для цього було засновано монте ді п'єта (кредитну установу), що дозволяло бідним отримувати вигідні позики під заставу. У 1559—1560 роках був послом до французького короля Франциска I.
29 вересня 1561 року його було номіновано посланцем на Тридентський собор разом із Маттео Дандоло. 25 квітня 1562 року він виступив з промовою перед зборами, в якій виступив проти вимоги папи римського щодо обов'язкового проживання єпископів. Двоє посланців залишалися в Тридентському соборі до кінця собору, захищаючи права членів православного обряду.

### Правління
1570 року Ніколо да Понте обійняв посаду Прокуратора Сан-Марко, а 3 квітня 1573 року мав вирушити до Риму, де мав пояснити чинники, що спонукали Венецію укласти сепаратний мир з Османською імперією. У наступні роки Ніколо да Понте безперервно служив у Раді старійшин.
3 березня 1578 року він став дожем після тривалих — у 44 тури — і конфліктних виборів. Попри свій похилий вік — його обрали у 87 років — да Понте мав дуже активне правління, яке тривало понад сім років. Під час внутрішньої кризи 1581—1582 років, що призвела до реформи Ради десяти, що призвело до зменшення багатьох її повноважень, дожа підтримали молоді політики. Діяльність да Понте відзначалася антиклерикалізмом.
В економічному плані Венеція відчувала зростаючу конкуренцію з боку Португалії та Іспанії в заморській торгівлі. Торгівля також занепала в Середземномор'ї. Крім того, величезний флот не міг утримуватися в довгостроковій перспективі. Кількість галер зменшилася зі 146 у 1581 році до 95 у 1586 році. Нові галери майже не будувалися. Це призвело до надзвичайно жорстоких заворушень у Венеції. Працівники Арсеналу повстали та увірвалися до будівлі комуни. У листопаді 1581 року конапатники пограбували державне зерносховище.
Дож помер у липні 1585 року у віці 94 років.